# Regenschori
Regenschori (či jen regent), neboli ředitel kůru, je funkce vedoucího chrámového sboru.

## Činnost
Úkolem regenschoriho je vést chrámový sbor a jeho zkoušky, vést archiv sboru a (pokud má být skutečný plnohodnotný nositel této funkce v jejím původním smyslu) též archiv rozšiřovat vlastními skladbami a interpretacemi. Regenschori též řídí chrámovou hudbu a zajišťuje hru na varhany (sám nebo za pomoci někoho jiného).
Dříve býval touto funkcí pověřen místní učitel (historicky kantor).